# Osiedle Kochanowskiego (Płock)
Osiedle Kochanowskiego – jednostka pomocnicza gminy (osiedle) Płocka.
Osiedle ustanowione na skutek podziału nieistniejącego już osiedla Mickiewicza na osiedla: Kochanowskiego i Dworcowa.
- powierzchnia: 0,5 km²
- liczba mieszkańców: 10,2 tys.

## Ludność
| Rok     | 2004   | 2005   |
| Ludność | 10 251 | 10 320 |